# Athenaeum Stade
Das Athenaeum Stade ist ein Gymnasium in der Hansestadt Stade.

## Geschichte

### Mittelalter und frühe Neuzeit
In einer schriftlichen Quelle von 1393 werden erstmals Schüler des Stader Prämonstratenserstifts St. Georg genannt. In einer etwas jüngeren Quelle wird diese Klosterschule auch als St. Jürgen-Schule bezeichnet. Sie bildete Jungen zu Geistlichen aus und nahm im Mittelalter mit der Zeit auch Stader Bürgersöhne auf, die eine anspruchsvolle Bildung erhalten sollten. Studenten aus Stade sind an vielen mittelalterlichen Universitäten nachgewiesen.
In der Zeit der Reformation, in der sich der zu St. Georg gehörige Klosterkonvent auflöste, wurde um 1540 aus der Klosterschule eine städtische Lateinschule. Im Jahre 1554 hatte die Schule einen Rektor, vier Lehrer und drei Schulkollegen und stand unter der Aufsicht des Rates unter Mitsprache der örtlichen Geistlichkeit.
Die vierklassige Lateinschule in der Steilen Straße wurde 1588 in ein siebenklassiges Gymnasium umgewandelt, das erstmals 1635 auch Athenaeum genannt wurde. Erster Rektor war der spätere Syndikus und Bürgermeister von Stade Reiner Lange. Finanziert wurde der Ausbau der Schule wohl durch den Verkauf von Grundbesitz von St. Georg. Die Schüler lernten neben der lateinischen Sprache auch Griechisch, Hebräisch, Philosophie und Theologie. Gelehrte Rektoren, die durch Buchveröffentlichungen weithin bekannt waren, zogen Schüler aus ganz Norddeutschland an die Stader Schule. Auf Lateinisch durchgeführte Disputationen wurden veröffentlicht. Stades Gymnasium wetteiferte im Ansehen mit denen in Bremen und Hamburg. Im 17. Jahrhundert erlebte das Athenaeum eine Blütezeit, in der die Schülerzahlen auf etwa 300 stiegen und ein Neubau vorgenommen wurde.
Mit der Besetzung Stades durch Truppen des Herzogtums Celle in den Jahren von 1676 bis 1679 verlor das Athenaeum an Ansehen. Dieser Trend setzte sich mit dem Rückgang von Stades Bedeutung im 18. Jahrhundert fort. Im Jahr 1765 brannte die Schule samt Lehrerwohnungen ab und wurde erst 1768 wieder aufgebaut. Die Schülerzahlen sanken trotz Neuorientierung der Schule hin zu mehr naturwissenschaftlichem Unterricht. Erst Mitte des 19. Jahrhunderts ging es wieder bergauf.

### Kaiserzeit und Erster Weltkrieg
Nach der Unterstellung unter das Hannoversche Oberschulkollegium im Jahr 1829 wurde 1830 an der Schule die Maturitätsprüfung eingeführt, mit der Schüler die Zulassung zum Studium erhalten konnten. Dies gelang im Durchschnitt fünf bis acht Schülern pro Jahr, die meist aus der Umgebung Stades stammten. Im Zuge der Revolution von 1848 richtete die Schule den Realunterricht für Schüler, die nicht studieren wollten, ein. In der Kaiserzeit erfolgte 1874 die Umwandlung in ein königliches Gymnasium. Im gleichen Zuge wurde die Mittelschule abgetrennt. Die Schülerzahl war auf 242 gestiegen, was zu einer großen Platznot führte.
Im Jahre 1901 zog das Gymnasium in die Bahnhofstraße in das heutige Carl-Diercke-Haus um.
Nach dem Ersten Weltkrieg verlor die Schule ihr königliches Attribut, und aus Gymnasialprofessoren wurden Studienräte; sonst änderte sich im Schulleben nicht viel. Statt des Realgymnasiums wurde von 1928 an eine Oberrealschule in Aufbauform eingerichtet. Im Jahr darauf zog die Schule in das Gebäude des 1925 geschlossenen Lehrerseminars in der Harsefelder Straße, in dem es bis heute besteht. Seitdem heißt die Schule auch offiziell Athenaeum.

### Zweiter Weltkrieg bis zur Gegenwart
In der Zeit des Nationalsozialismus wurde aus dem Gymnasium eine Oberschule. Wie andere höhere Schulen Deutschlands nahm sie die nationalsozialistische Ausrichtung hin, aber für Kontinuität sorgte der angesehene Schulleiter Hans Wohltmann, der trotz politischer Umstürze von 1927 bis 1950 im Amt blieb.
Im Jahr 1974 wurde am Athenaeum zeitgleich mit der Vincent-Lübeck-Schule, der ehemaligen Mädchenoberschule, die Koedukation eingeführt. Das Gebäude wurde 1981/82 durch einen Anbau, der hauptsächlich Fachräume beherbergt, zum zweiten Mal erweitert. Im Jahr 2013 feierte das Athenaeum sein 425-jähriges Jubiläum.

## Bibliothek
Das Athenaeum hält einen historischen Buchbestand von circa 16.000 Bänden. Bis vor wenigen Jahren befanden sich die Bestände verteilt in verschiedenen anderen Bibliotheken und Archiven. Sie wurden an die Schule zurückgeholt und sind heute  im Dachgeschoss des Altbaus der Schule neben den Räumen der modernen Schulbibliothek untergebracht.

## Das Athenaeum heute
Das Schulgelände in der Harsefelder Straße verfügt neben dem 1901 errichteten Hauptgebäude („Altbau“) über einen Schulgarten und einen Sportplatz. 1958 wurde ein erster Anbau („Mittelbau“) eingeweiht, 1982 ein weiterer mit neuem Forum („Neubau“). Die Schule verfügte ab 1960/62 über zwei Turnhallen mit Lehrschwimmbecken; 2003 wurden diese teilweise durch eine neue Dreifachsporthalle ersetzt, für die auch Teile des Schulgartens weichen mussten.
In den Jahren 2012 und 2020 konnten jeweils zwei weitere Schulgebäude („Erweiterungsbau“) eröffnet werden.
Schulleiter ist der Oberstudiendirektor Martin Niestroj.
Die 1966 unter der Leitung von Oberstudienrat Karl Otto Palmer errichtete schuleigene Sternwarte wird von der AG Astronomie/Jugend forscht genutzt. Erfolgreich ist auch die Schach-AG, deren Mitglieder regelmäßig an Turnieren teilnehmen. Weitere traditionsreiche AGs sind die Ruder-AG, die Theater-AG sowie der Schulchor. 2001 wurde der Athenaeum-Lehrer Christian Schlecht (Französisch, Ethik) in einer Fernsehsendung zum „Klügsten Lehrer Deutschlands“ gekürt.
Im Juli 2005 organisierte eine 11. Klasse des Athenaeums einen 24-Stunden-Lernmarathon, mit dem rund 12.000 Euro für den Bau einer Schule in Mali gesammelt wurden. Inzwischen ist die Schule gebaut und in Betrieb. Eine Weihnachtssammlung 2005 erbrachte zusätzlich nochmals über 2500 Euro, so dass nun auch der Aufbau einer Krankenstation in Angriff genommen wurde. Im November 2006 befand die Firma Dow Chemical die AG Lebendige Elbe für förderungswürdig. Sie stiftete einen Preis von 5000 Euro. Der Lehrer Hans-Otto Carmesin wurde 2008 mit dem Preis der Stiftung NiedersachsenMetall für sein Engagement in den MINT-Fächern ausgezeichnet.
Im Sommer 2009 wurden, wie auf einigen anderen Dächern von Schulen in Stade, von den Stadtwerken Photovoltaikanlagen auf dem Dach des Athenaeums angebracht. Durch das Konjunkturpaket II wurden und werden auch andere Renovierungen finanziert. So wurden 2009 und 2010 das schulinterne Netzwerk modernisiert, neue Fenster eingebaut und in einigen Schulräumen interaktive Whiteboards installiert. Des Weiteren wurden Teile des Neubaus sowie der Mittelbau saniert und die Pavillons durch einen Erweiterungsbau ersetzt.
Am 30. November 2010 wurde der Lehrer Hans-Otto Carmesin als Lehrer des Jahres für naturwissenschaftliche Fächer mit dem Klaus-von-Klitzing-Preis der Universität Oldenburg ausgezeichnet. Das Preisgeld setzte Carmesin für den Ausbau der Sternwarte ein.
Seit dem 3. September 2012 gibt es den neuen Erweiterungsbau. Im Jahre 2013 wurde der durch einen Wasserschaden beschädigte Mittelbau vollständig renoviert, wodurch die Außenstelle auf der Realschule Camper Höhe nicht mehr benötigt wird.  Dennis Röder, Lehrer für Englisch und Geschichte am Athenaeum, wurde für sein besonderes pädagogisches Engagement mit dem „Deutschen Lehrerpreis 2013“ ausgezeichnet.
Mitte 2020 wurde ein zweiter Erweiterungsbau auf dem Grundstück des Athenaeums errichtet. Mit sechs neuen Klassenzimmern soll dieser den Umstieg von G8 zurück auf G9 am Athenaeum erleichtern.

## Begabtenförderung
Das Athenaeum ist Teil des Stader Hochbegabten-Förderverbundes, ein Zusammenschluss mehrerer Schulen der Region, der sich das Ziel setzt, besonders begabte Schüler besser zu fördern. Der Kooperationsverbund wurde im Jahr 2004 vom Niedersächsischen Kultusministerium eingerichtet und unter anderem mit zusätzlichen Unterrichtsstunden unterstützt. Dem Verbund gehören noch fünf weitere Schulen im Landkreis Stade an: die Grundschulen Horneburg, Fredenbeck, Bockhorster Weg und Am Burggraben sowie das Vincent-Lübeck-Gymnasium.
Darüber hinaus unterstützt das Athenaeum Wettbewerbe wie Jugend forscht oder Jugend debattiert, an denen Schülerinnen des Athenaeums regelmäßig mit Erfolg teilnehmen.

## Ehemalige Schüler
- Stefan Aust (* 1946), Chefredakteur des Nachrichten-Magazins Der Spiegel
- Sandeep Bhagwati (* 1963), deutsch-indischer Komponist, Künstler, Kurator und Autor
- Franz Cornelsen (1908–1989), Verleger und Gründer des Cornelsen Verlages
- Helmut Dammann-Tamke (* 1961), Kommunalpolitiker und Mitglied des Niedersächsischen Landtags
- Horst Eylmann (1933–2014), deutscher Politiker (CDU)
- Jürgen Fitschen (* 1948), Vorstandsmitglied der Deutsche Bank AG
- Gottlieb Wilhelm Freudentheil (1792–1869), deutscher Politiker und Anwalt
- Jodocus Hackmann (1642–1710), Jurist
- Enno Hagenah (* 1957), deutscher Politiker (GRÜNE)
- Diederich Hahn (1859–1918), MdR, MdHdA
- Heinrich Hellwege (1908–1991), Ministerpräsident von Niedersachsen
- Theodor Herrmann (1881–1926), Maler
- Hauke Hilz (* 1977), Lebensmittelchemiker, Mitglied der Bremischen Bürgerschaft (FDP)
- Hans-Hermann Jantzen (* 1945), lutherischer Theologe und Bischofsvikar
- Johann John (1796–1865), Theologe und Geistlicher
- Christian Graf von Krockow (1927–2002), Publizist
- Otto Kümmel (1874–1952), Kunsthistoriker
- Ludwig Heinrich Kunhardt (1788–1871), lutherischer Theologe
- Nicolaus Langerhans (1634–1684), lutherischer Theologe, Hauptpastor in Hamburg
- Albert Lührs (1804–1871), Theologe, Superintendent und Hauptredakteur des Hannoverschen Katechismus von 1862
- Hermann Meyn (1907–1989), Landwirt und Politiker (SPD)
- Hermann Meyn (* 1934), Vorsitzender des Deutschen Journalistenverbands, Spiegel-Redakteur, Sprecher des Senats von Berlin
- Edo Neuhaus (1581–1638), Gymnasialrektor
- Günther Ortmann (* 1945), Professor für Betriebswirtschaft
- Jürgen Oßenbrügge (* 1954), Professor für Geographie
- Jürgen H. Th. Prieß (1929–2016), Oberkreisdirektor der Landkreise Wesermünde und Cuxhaven
- Peter Rehder (1843–1920), Wasserbaudirektor
- Günter Rohdenburg (* 1940), Anglist und Hochschullehrer
- Klaus Rainer Röhl (1928–2021), Publizist
- Wilhelm Röpke (1899–1966), Ökonom, Sozialphilosoph und einer der geistigen Väter der sozialen Marktwirtschaft
- Peter Rühmkorf (1929–2008), Schriftsteller
- Karl-Ernst Sasse (1923–2006), Filmkomponist
- Frank Schulz (* 1957), Schriftsteller
- Sönke E. Schulz (* 1980), Rechtswissenschaftler und Geschäftsführer des Schleswig-Holsteinischen Landkreistags
- Peter Schütt (* 1939), Schriftsteller
- Johann Henrich von Seelen (1687–1762), als Schüler Verfasser der Stada litterata (1711), später Rektor des Katharineum zu Lübeck
- Bernd Seidensticker (* 1939), Altphilologe
- Louis Victor Stegemann (1830–1884), Gutsbesitzer, MdR
- Dietrich Stobbe (1938–2011), Regierender Bürgermeister von Berlin
- Franz Wieacker (1908–1994), Rechtshistoriker
- Hermann Wohlers (1850–nach 1916), Arzt im Oranje-Freistaat/Südafrika[8]

## Bekannte Lehrer
- Otto Casmann (um 1562–1607), Rektor, Gegner aristotelischer Philosophie und Naturwissenschaft
- Severin Schlüter (1571–1648), Konrektor 1603/1604, Rektor 1604 bis 1613, später Hauptpastor an St. Jacobi in Hamburg
- Nicolaus Langerhans (1634–1684), Subrektor 1657 bis 1659, Rektor (nebenamtlich) 1672 bis 1674
- Johann Diecmann (1647–1720), Rektor 1674 bis 1683, später Generalsuperintendent der Generaldiözese Bremen-Verden
- Tobias Eckhard (1662–1737), Konrektor 1691 bis 1693, Rektor 1693 bis 1704
- Michael Richey (1678–1761), Rektor 1704 bis 1712, ab 1717 Professor für Griechisch und Geschichte am Akademischen Gymnasium in Hamburg, Dichter und Gelehrter
- Werner Rodde (1726–1804), Rektor 1763 bis 1784
- Wilhelm Nikolaus Freudentheil (1771–1853), Lehrer ab 1796, 1805 Konrektor, 1809–1814 Rektor
- Ernst Zahnow (1890–1982), deutscher Heimatforscher
- Hans Wohltmann (1884–1968), Direktor und Landeshistoriker
- Martin Boyken (1908–1983), Oberbürgermeister von Hildesheim